# Стрільців Василь Степанович
Василь Степанович Стрільців (13 січня 1929, с. Загвіздя — 16 травня 2004, м. Івано-Франківськ) — учасник українського національно-визвольного руху, дисидент, член Української Гельсінської Групи з 1978, громадський діяч. Почесний громадянин Долини.

## Життєпис

### Юнацькі роки
У 1944 році закінчив 4 класи Станиславівської гімназії[якої?], перейшов до 9 класу середньої школи № 3, але з п'ятнадцяти років (7 грудня 1944) заарештований НКВС за звинуваченням у зв'язках з національно-визвольним рухом. 2 лютого 1945 був засуджений військовим трибуналом військ НКВС Станіславської області за ст. 541 та 5411 КК УРСР («зрада батьківщини» — оскільки більшовики вважали, що у всіх повинна бути лише одна радянська «батьківщина») до 10 років ув'язнення. Пройшовши низку таборів і пересильних в'язниць в Україні, у 1946 році його було погнано етапом на Таймирський півострів, у м. Дудінку Красноярського краю, а згодом у 1948 переведено у Норильськ. За участь у повстанні політв'язнів Норильська 1953 року потрапив до штрафного табору, де 16 жовтня 1954 р. й завершив свій термін ув'язнення . Однак там же був закріплений як засланець.

### Повернення додому та викладацька праця
Василь Степанович Стрільців зумів повернутися до Станіслава лише 20 листопада 1957. З труднощами прописався в селі Загвіздя. Працюючи на будівництві, у 1959 р. закінчив вечірню середню школу, у 1965 — заочний відділ Чернівецького університету за фахом англійська філологія. У 1962 році його реабілітовано. Викладав у м. Івано-Франківську, м. Долині. З 1972 року після арешту брата Павла і засудження його за ст. 187І КК УРСР, Василь Степанович знову зазнав переслідувань: у 1977 році його звільнено з роботи за конфлікт з адміністрацією.

### Зречення радянського громадянства та вступ до УГГ
14 вересня 1977 Стрільців Василь Степанович відмовився від радянського громадянства і відіслав свій паспорт до Президії Верховної Ради СРСР. 25 жовтня 1977 р. увійшов до Української Гельсінкської Групи, а вже 18 грудня цього ж року підписав звернення членів Групи до Белградської наради у зв'язку з арештом Левка Лук'яненка. У 1979 році Василь Стрільців засуджений на 3 місяці примусових робіт за «образу гідності» директора школи (ст. 126 КК УРСР) — за подією 1977 року.
В березні 1979 р. у Василя Стрільцева проведено обшук у справі Олеся Бердника. Вилучили Біблію, вірші і текст вироку 1945 р.
У травні 1979 р. дістав попередження про відповідальність за антирадянську діяльність згідно з Указом ПВР від 25 грудня 1972, яке відмовився підписати.
Новий обшук у Стрільціва відбувся 5 липня 1979 у зв'язку з арештом членів УГГ Петра та Василя Січків.
У жовтні 1979 Стрільців та Січки були викликані в КДБ, де їх попередили: якщо в день першої річниці нової Конституції щось станеться, то їх буде заарештовано.

### Свавілля радянських органів
23 жовтня 1979 Василя Стрільціва знову заарештовано за звинуваченням у «порушенні правил паспортного режиму» (ст. 196 КК УРСР) і 12 листопада засуджено Долинським районним судом на 2 роки таборів суворого режиму. Ні мешканці м. Долина, ні єдиний його родич — брат Павло — про суд не знали: у судовому залі були тільки двоє «в цивільному», захисника не було. Після суду, порушивши закон, Стрільціву не надали побачення з братом. 2 січня 1980 р. Стрільців етапований до табору в с.Божкове Полтавської області, уст. ОП-317/16.
За день до звільнення (22 жовтня 1981) Василь Стрільців був заарештований у таборі за звинуваченням у проведенні «антирадянської агітації й пропаганди». У день арешту відбувся обшук у викладачки фізкультури Семенишин в смт. Вигода Івано-Франківської області, де вилучили архів Стрільціва. 21-28 квітня 1982 Полтавський облсуд засудив Стрільціва за ст. 621 КК УРСР до 7 років ув'язнення в таборах суворого режиму та 4 роки заслання. Покарання відбував у таборі ЖХ-385/3, сел. Барашево, Теньгушевського району, Мордовії. Подав десятки протестів і заяв, написав працю «Освіта має служити народам» з аналізом русифікаторської політики.

### Звільнення і повернення в Україну
Звільнений 5 травня 1987 р. у зв'язку з «перебудовою». Негайно підтвердив своє членство в УГГ. 11 березня 1988 у числі 19 членів УГГ підписав «Звернення УГГ до української та світової громадськості» про відновлення її діяльності.
Повернувшись до Івано-Франківська, Стрільців не приймав радянського громадянства, доки в січні 1988 року йому не надали роботу вчителя в селі Жукотин Коломийського району, де в 1990 вийшов на пенсію.

## Політична діяльність
Василь Стрільців — член-засновник Всеукраїнського Товариства політичних в'язнів і репресованих (3 червня 1989 р.); з 24 листопада 1991 р. — голова обласної організації Спілки політичних в'язнів України, яке 19 грудня 1992 об'єдналося зі Всеукраїнським товариством політичних в'язнів і репресованих. З травня 1998 — заступник голови Товариства. Стрільців — активний член Української Гельсінської Спілки (УГС), був головою міських організацій УГС та УРП (Українська республіканська партія). Жив в Івано-Франківську.

## Державні нагороди
- Орден «За мужність» I ст. (8 листопада 2006)[1] — за громадянську мужність, самовідданість у боротьбі за утвердження ідеалів свободи і демократії та з нагоди 30-ї річниці створення Української Громадської Групи сприяння виконанню Гельсінкських угод (посмертно).